# Levin Schardius
Levin Schardius (* 19. März 1638 in Berlin; † 12. Januar 1699 ebenda) war Jurist und Bürgermeister von Berlin.

## Leben
Die Familie Schardius oder Scharden, wie sie sich ursprünglich nannte, kam aus Magdeburg nach Berlin. Seine Eltern waren Johannes Schardius (1589–1661) und Maria Füssel, Tochter des ersten reformierten Dompredigers zu Cölln, Martin Füsselius (1571–1626). Levin Schardius’ Urgroßvater, Simon Schardius (gest. 1563), war Pfarrer in Haldensleben, sein Großvater, Martin Füsselius, war Pfarrer der reformierten Dom-Gemeinde in Berlin. Nach Jahren des Reisens und Studierens in Holland in der zweiten Hälfte der 1650er Jahre, wurde Levin Schardius 1660 Kurbrandenburgischer Kammergerichts-Sekretär und erhielt nach des Vaters Tod die Protonotarstelle beim Kammergericht. 1671 wurde er zum Bürgermeister von Berlin gewählt. Dieses Amt verwaltete er fast 28 Jahre lang bis zu seinem Tod. Er war in diesem Amt seinem älteren Bruder, Gottfried Schardius, gefolgt, der 1666 der erste reformierte Bürgermeister Berlins war. Levin übernahm nach dem Tod seines Bruders das Haus an der Georgenstraße (heute Rathausstraße)/Ecke Burgstraße, das sein Vater bereits 1650 von den Erben des Bürgermeisters Leonhard Weiler erworben hatte. Levin wurde 1673 auch Verordneter der mittelmärkischen und Ruppiner Städte. In seiner Leichenpredigt wurde er mit hochedel und hochgelehrt tituliert.

## Familie
Levin heiratete 1663 Catharina Gertraut Bergius (1648–1705), Tochter des Hofpredigers Johannes Bergius, die als Waise im Haus seiner Eltern lebte. Das Paar hatte mehrere Kinder. Der Sohn Levin von Scharden (1667–1730) wurde Hofrat und geheimer Kriegs-Sekretär im geheimen Staats- und Kriegsrat und 1714 durch Kauf Erbherr auf Tempelhof. Der Sohn Friedrich Wilhelm von Scharden wurde Hof- und Domprediger in Halle und Hofprediger und Konsistorialrat in Magdeburg und der Sohn Carl Ludwig Scharden wurde Gerichtsschreiber, Königlich-preußischer Hofrat und Protonotar bei der Regierung des Herzogtums Magdeburg. Die Tochter Louise Catharina Scharden (1667–1732) heiratete Sebastian Friedrich Striepe († 1709), der  zwischen 1699 und 1708 Bürgermeister von Berlin war.